# アグスティン・タマメス
アグスティン・タマメス・イグレシアス（Agustín Tamames Iglesias、1944年10月10日 - ）は、スペイン、モンテルビオ・デ・アルムニャ出身の元自転車競技（ロードレース）選手。

## 来歴
プロ年代は1969年から1977年まで。
1975年の総合優勝を含め、ブエルタ・ア・エスパーニャでは5回総合10位以内に入った。また、区間優勝は11回経験。

## 主な戦績
1970
- ブエルタ・ア・エスパーニャ 総合2位、山岳賞、区間1勝=第9

1971
- ブエルタ・ア・エスパーニャ 総合7位、区間1勝=第9

1972
- ブエルタ・ア・エスパーニャ 総合3位、区間2勝=第13、16

1974
- ブエルタ・ア・エスパーニャ 総合17位、区間2勝=第17、18

1975
- ブエルタ・ア・エスパーニャ 総合優勝、区間5勝=第3、12、14、15、16
- バスク一周 総合3位

1976
- スペイン選手権・個人ロードレース 優勝